# فرانز برايتهاوبت
فرانز برايتهاوبت (بالألمانية: Franz Breithaupt)‏ هو قاضي ألماني، ولد في 8 ديسمبر 1880 في برلين في ألمانيا، وتوفي في 29 أبريل 1945 في برين أم كيمزيه في ألمانيا.